# 阿米·奧默·達德恩
阿米·奧默·達德恩（希伯來語：‎，2000年12月26日—）是以色列殘疾人游泳運動員，殘疾級別為SM4、S4，代表以色列參加巴黎帕運會獲得了2金1銀1銅，並和女子盲人門球隊隊長加爾·哈姆拉尼一同擔任閉幕式舉旗手。

## 簡歷
達德恩出生於以色列海法，他是早產兒，出生時只有1300公克，因腦部供氧不足導致四肢癱瘓及腦癱，作為復健治療的一部份，自6歲起便在以色列殘障兒童協會游泳，成年後加入國家青年隊並在以色列國防軍服役，2018年開始在國際殘疾游泳競賽中展露頭角，至2024年六年間僅在世界殘障游泳歐洲錦標賽中就獲得了九面金牌。
2021年代表以色列參加東京帕運獲得2金1銀，並創造了200公尺自由式S4級別的殘奧會紀錄及50公尺自由式S4級別的世界紀錄，該記錄在2024年巴黎帕運會上被金牌得主加拿大選手塞巴斯蒂安·馬薩比所打破。
2024年參加巴黎帕運會，在100公尺自由式S4預賽中創造了帕運會紀錄，並獲得了100公尺自由式S4金牌、200公尺自由式S4金牌、150公尺混合式SM4銀牌及50公尺自由式S4銅牌；他在頒獎典禮上情緒激昂地唱著《希望》，後來接受媒體採訪時說：「對以色列人民來說，這不是輕鬆的一天。它影響了我，我為以色列和我們的國家而活。我們在許多不同的戰線上作戰，至少我希望我在我自己的戰線上成功了」。
他曾獲得2017年以色列年度青年殘障運動員獎和2023年以色列殘奧會年度最佳運動員獎。